# Besuchermanagement in Natur- und Landschaftsschutz
Besuchermanagement in Natur- und Landschaftsschutz ist ein Instrument zur Regulierung von Besucherströmen in Schutz- und Erholungsgebieten.

## Grundlagen
Die Attraktivität eines Schutz- oder Erholungsgebietes für Besucher ist abhängig von der Qualität seiner natürlichen und kulturellen Gegebenheiten. Naturnahe Gebiete sollen erhalten und gleichzeitig Erholungssuchenden und Touristen der Zugang zur Natur gestattet werden. In Schutz- und Erholungsgebieten mit keinem oder ungenügendem Besuchermanagement kann es zu Konflikten zwischen Schutz und Nutzung oder zwischen verschiedenen Nutzergruppen kommen.
Die Grundlage für das Besuchermanagement bilden die Formulierung des gewünschten Zustands eines Schutz- oder Erholungsgebietes und die Identifikation von Qualitätsmerkmalen und Indikatoren, die den Zustand der Ressourcen reflektieren. Darauf aufbauend muss eine Analyse des Gebietes und der Beeinträchtigungen durch die Besuchenden durchgeführt werden, um die Differenz von Ist- und Soll-Zustand zu identifizieren. Im Anschluss werden Schwellenwerte für die Veränderungen festgelegt. Hier dienen Rahmenprogramme wie das Konzept der Limits of Acceptable Change (LAC) als Hilfe, um zu erkennen, ob und wo Maßnahmen des Besuchermanagements angewendet werden müssen.
Die Planung eines Besuchermanagements stützt sich auf zwei Säulen. Zum einen die Beteiligung der Öffentlichkeit mit einem Konsensfindungsprozess unter Besuchern, Mitwirkenden aus dem privaten sowie lokalen und regionalen öffentlichen Sektor. Der fachliche Planungsprozess basiert auf einem geeigneten Konzept (z. B. LAC) und der Beteiligung des Parkmanagements sowie Wissenschaftlern und anderen Expertengruppen.

### Klassifizierung der Besucher in Natur- und Landschaftsschutz
Für ein effektives Besuchermanagement ist die Kenntnis der Besucher wichtig. Eine Segmentierung hilft beim Ansprechen der Besucher und den Managementaufgaben.
Besucher können segmentiert werden nach
- sozio-demographischen Merkmalen: z. B. Alter, Geschlecht, Beruf, Herkunft, Einkommensniveau, ethnische Zuordnung, Religion, Bildungsniveau oder Klasse
- geographischen Merkmalen: Herkunft, Entfernung zum Park, Transportmittel
- „psychographischen“ Mustern: z. B. „Zivilisationsflüchtlinge“ die das Abenteuer suchen oder „Grüne“ die umweltsensitive Produkte und Dienstleistungen in Anspruch nehmen möchten
- Aktivitäten und Erwartungen von dem Gebiet: z. B. Zeltende, Wildtierbeobachter, Natursportler
- Besuchshäufigkeit: häufige Besucher, Wiederholungsbesucher, Erstbesucher
- Besucherverhalten: von der faszinierenden Umwelt profitieren, Bildung über Natur, Naturschönheiten genießen, mit Freunden oder Familie sozialisieren

Es ist zu berücksichtigen, dass sich oftmals kriterienübergreifende Segmente anbieten.
Die Definition von Besuchergruppen bildet im touristischen Marketing die Grundlage, um zielgruppengerechte touristische Angebote zu entwickeln und zu vermarkten.
Die Hauptzielgruppen des naturnahen Tourismus in Schutz- und Erholungsgebieten sind Familien, Bestager, LOHAS und DINK's/Singles.
Als Instrument zur Erhebung des Ist-Zustandes empfiehlt sich eine Kombination aus Stichprobenumfragen und Beobachtungen für die Akzeptanz der Dienstleistungen und Einrichtungen. Diese Erhebungen können Bestandteil eines Besuchermonitorings sein.

### Besucheraktivitäten
Man unterscheidet in Schutz- und Erholungsgebieten zwischen mobilen (z. B. Wandern, Radfahren, Skifahren) und stationären (Ausruhaktivitäten, Informationsbeschaffung und Orientierung) Aktivitäten. Besucher in einem Schutzgebiet verfolgen in der Regel eine Kombination verschiedener Aktivitäten.
Des Weiteren kann eine Unterteilung in „sanften“  und „harten“ naturnahen Tourismus vorgenommen werden. Dabei ist der „sanfte“ naturnahe Tourismus das zwanglose, wenig zweckbestimmtes Herangehen an eine Aktivität oder Naturattraktion in Verbindung mit einem Mindestmaß an Komfort. Der Begriff „harter“ naturnaher Tourismus umschreibt fachliches/spezielles Interesse oder zweckbestimmte Aktivitäten und die Bereitschaft die Outdoor- oder Wildniserfahrung mit wenig Komfort zu bestreiten.

## Finanzierung
Ein funktionierendes Besuchermanagement stützt sich auf eine solide Finanzierung.
Neben Finanzierungsprogrammen des Bundes und der Länder/Kantone können im Schutz- oder Erholungsgebiet selbst finanzielle Ressourcen erworben werden. Zu diesem Zweck werden Eintrittsgelder und Parkgebühren erhoben sowie Beiträge für spezielle Veranstaltungen wie Führungen und Exkursionen, Dienstleistungen und Erholungsdienstleistungen, Verpflegung angeboten und Merchandising Produkte verkauft. Weitere Optionen sind der Bezug von Spenden, Verkauf oder Verleih von Urheberrechten auf Fotos und Lizenzierung von geistigem Eigentum. Daneben werden öffentliche und private Investoren angeworben.

## Managementplan
Der Managementplan umfasst die Elemente Zielfestlegung, Strategien/Methoden/Instrumente, Umsetzung und Überprüfung.

### Ziele
Die Ziele des Besuchermanagements sind ergebnisorientiert, zeitgebunden, zielgerichtet, messbar und erreichbar zu formulieren. Sie beinhalten entweder die Erhaltung, oder die Wiederherstellung des gewünschten Zustandes.

### Strategien
Das Besuchermanagement unterscheidet drei Strategien:
- Besucherverhalten und Entscheidungsprozesse der Besucher beeinflussen, ohne das Freizeiterlebnis der Besucher zu stark einzuschränken. Eine Veränderung des Besucherverhaltens kann vor allem durch Maßnahmen der Besucherinformation und -kommunikation erreicht werden (Informationen über den Park, seine Ressourcen und Werte, Erholungsmöglichkeiten und angepasstes Verhalten, damit sie ihre eigenen Entscheidungen treffen können).
- Besucherverhalten kontrollieren, abgrenzen oder regulieren. Die Kontrolle der Besucherzahl bedarf Schwellenwerten für die Anzahl und die Aufenthaltsdauer pro Gebiet(Carrying Capacity). Zur Festlegung von Regulierungs- und Lenkungsmaßnahmen werden vorab die realen Besucherzahlen, die räumliche und zeitliche Verteilung der Besucher im Gebiet und die Motive und Anreize der Besucher ermittelt.
- Ressourcen an den Besucher anpassen durch den Einsatz von Rangern, Zonierungsmaßnahmen, Schutzmaßnahmen, die Befestigung von Wegen oder Wiederherstellung beschädigter Flächen, oder auch den Bau von Kopien.

### Methoden und Instrumente
Die wichtigsten Methoden/Instrumente des Besuchermanagements sind Angebotsgestaltung, Besuchermonitoring, Besucherlenkung und Besucherinformation.
Die gewählten Methoden werden durch verschiedene Aspekte wie die Ziele des Parks, die Größenordnung der Managementfragen (z. B. Anzahl Besucher), die betroffenen Landschaftswerte, die Entwicklungskosten und die erzielten Effekte beeinflusst. Meist wird ein integrierter Managementansatz verfolgt, der auf der Auswahl mehrerer Methoden basiert.

### Umsetzung und Überprüfung
Die regelmäßige Überprüfung der Maßnahmen wird durch ein Besuchermonitoring gewährleistet.

## Internationale Ansätze des Besuchermanagements
Für das Besuchermanagement in europäischen Schutzgebieten liegen Erfahrungswerte einzelner Parks vor. Ein übergreifendes Gesamtkonzept fehlt bisher. In den USA und Australien wurden in den letzten Jahrzehnten diverse Rahmenprogramme für das Besuchermanagement in Nationalparks entwickelt und in der Praxis umgesetzt. Diese Rahmenprogramme können aufgrund anderer Voraussetzungen in europäischen Schutzgebieten dort nicht unverändert eingesetzt werden.
Die wichtigsten Rahmenprogramme sind:
- Limits of Acceptable Change (LAC)
- Tourism Optimization Management Modell (TOMM)
- Visitor Impact Management (VIM)
- Visitor Activity Management Planning (VAMP)